# Кабинда (ДР Конго)
Каби́нда (фр. Kabinda) — город в Демократической Республике Конго. Административный центр провинции Ломами. Население по оценочным данным на 2012 год составляет 219 154 человека.
В городе есть аэропорт Тунта. Город является частью римско-католической епархии Кабинда.
Во время Второй конголезской войны Кабинда была разрушена в результате боевых действий между конголезскими силами и руандийскими повстанцами, которые продвигались на запад в алмазодобывающий район Мбужи-Майи. Город был окружён и осаждался руандийцами в течение двух лет, однако остался под контролем правительства.